# Sergei Alexandrowitsch Syrzow
Sergei Alexandrowitsch Syrzow (russisch Сергей Александрович Сырцов, wiss. Transliteration Sergej Aleksandrovič Syrcov; * 25. Oktober 1966 in Namangan) ist ein ehemaliger russischer Gewichtheber und Sportfunktionär.

## Karriere
Seine größte Erfolge feierte Sergei Syrzow bei den Olympischen Sommerspielen 1992 und Olympischen Sommerspielen 1996, wobei er jeweils eine Silbermedaille in der Gewichtsklasse bis 90 kg mit 412,5 kg und in der Gewichtsklasse bis 108 kg mit 420 kg erringen konnte. Zudem gewann er zwei Weltmeisterschaften 1991 in der Kategorie bis 90 kg mit einer Gesamtleistung von 410 kg und 1994 in der Kategorie bis 99 kg mit 417,5 kg und holte drei Silbermedaillen bei den Weltmeisterschaften 1989, 1993 und 1995. Daneben stehen zwei Goldmedaillen 1994 und 1995 und eine Silbermedaille 1989, die er bei den Europameisterschaften geholt hatte.

## Trainer und Funktionär
Nach Beendigung seiner aktiven Karriere war Syrzow unter anderem Auswahltrainer der russischen Junioren. Seit April 2010 ist er Präsident des russischen Gewichtheberverbands.